# Śpiewacy norymberscy

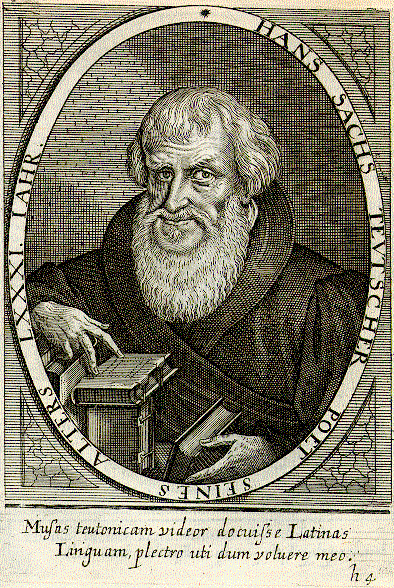
Hans Sachs

Śpiewacy norymberscy (niem. Die Meistersinger von Nürnberg) – opera Richarda Wagnera w trzech aktach, z jego librettem. Jej prapremiera odbyła się w Monachium 21 czerwca 1868 r., a premiera polska miała miejsce w Warszawie w roku 1908. Akcja toczy się w Norymberdze, w połowie XVI wieku.

## Treść

### Akt I
Rycerz Walter von Stolzing poznaje Ewę, córkę złotnika Pognera. Młodzi zakochują się w sobie. Niestety, w kościele św. Katarzyny Stolzing dowiaduje się, że złotnik obiecał rękę Ewy zwycięzcy turnieju śpiewaczego. Walter musi więc zostać członkiem bractwa śpiewaczego i wziąć udział w konkursie. Czeladnik szewca, Dawid, uczy Stolzinga skomplikowanej sztuki śpiewu. Walterowi nie udaje się jednak wejść do bractwa, ponieważ zazdrosny Beckmesser, również zakochany w córce złotnika, specjalnie wytyka mu wszystkie błędy. Tylko szewc Hans Sachs poznaje się na pięknie śpiewu Waltera.

### Akt II
Przyjaciółka Ewy – Magdalena, Dawid i inni czeladnicy cieszą się ze zbliżającego się dnia świętego Jana, a Ewa martwi się o wynik turnieju śpiewaczego. Tymczasem Sachs, który zastanawia się nad pięknem głosu i nowatorstwem pieśni Waltera, dostrzega zainteresowanie Ewy osobą Stolzinga. Późnym wieczorem Ewa i Walter postanawiają uciec z miasta, ale Beckmesser śpiewa pod oknem Ewy nocną serenadę. Nie wie, że jej miejsce zajęła przebrana Magdalena. Tym razem Sachs wytyka błędy Beckmesserowi, który w zdenerwowaniu zaczyna śpiewać coraz głośniej. Przestraszeni sąsiedzi wybiegają na ulicę. Kiedy zazdrosny Dawid widzi Magdalenę, stojącą przy oknie pod którym Beckmesser śpiewa serenadę, wszczyna bójkę. Podczas zamieszania Ewa i Walter próbują uciec, ale zapobiega temu Sachs.

### Akt III
W dniu świętego Jana, Dawid składa imieninowe życzenia Sachsowi, z którego pomocą Walter komponuje nową pieśń. Tymczasem Beckmesser wchodzi do mieszkania Sachsa, odkrywa manuskrypty Waltera i właśnie chce je ukraść, kiedy wchodzi Sachs i... sam daje mu teksty. Rozpoczyna się turniej śpiewaczy. Jednak nowa melodia Beckmessera nie tylko nie pasuje do słów pieśni, ale nie rozumie on jej treści, myli się co chwilę i w końcu ośmieszony ucieka. Walter śpiewa ją z właściwą melodią i zrozumieniem i wygrywa turniej, zdobywając rękę Ewy i uznanie, wchodząc do grona śpiewaków norymberskich. 

## Polskie wystawienia
Po ponad stu latach nieobecności na polskich scenach, opera została ponownie wystawiona przez Teatr Wielki im. Stanisława Moniuszki w Poznaniu. Premiera spektaklu w reżyserii Michaela Sturma pod batutą Gabriela Chmury miała miejsce 4 marca 2018 r.